# Тягунська сільська рада (Китмановський район)
Тягу́нська сільська рада (рос. Тягунский сельский совет) — сільське поселення у складі Китмановського району Алтайського краю Росії.
Адміністративний центр — селище Китманушка.

## Історія
2010 року ліквідована Зарічна сільська рада (села Зарічне, Ларіоново, селище Майський), територія увійшла до складу Тягунської сільради.

## Населення
Населення — 1486 осіб (2019; 1581 в 2010, 2093 у 2002).

## Склад
До складу сільської ради входять:
| Населений пункт      | Населення, осіб (2002) | Населення, осіб (2010) |
| -------------------- | ---------------------- | ---------------------- |
| Беспалово, село      | 182                    | 142                    |
| Зарічне, село        | 426                    | 272                    |
| Китманушка, селище   | 285                    | 239                    |
| Ларіоново, село      | 128                    | 39                     |
| Майський, селище     | 0                      | -                      |
| Новодуплинка, селище | 148                    | 53                     |
| Новоозерне, село     | 257                    | 192                    |
| Тягун, село          | 667                    | 644                    |